# Krytyka Lekarska
Krytyka Lekarska – polskie czasopismo medyczne wydawane w Warszawie w latach 1897–1907, zajmujące się tematyką związków pomiędzy filozofią a medycyną, etyką lekarską i teorią medycyny. Pomysłodawcą, wydawcą i redaktorem naczelnym magazynu był Zygmunt Kramsztyk.